# Iphiaulax assimulator
Iphiaulax assimulator är en stekelart som först beskrevs av Nils Samuel Swederus 1787.  Iphiaulax assimulator ingår i släktet Iphiaulax och familjen bracksteklar. Inga underarter finns listade i Catalogue of Life.